# Spoorlijn Krefeld - Mönchengladbach-Speick
De spoorlijn Krefeld - Mönchengladbach-Speick is een voormalige spoorlijn van Krefeld naar Mönchengladbach in de Duitse deelstaat Noordrijn-Westfalen. De spoorlijn was als lijn 2501 onder beheer van DB Netze.

## Geschiedenis
Op 15 november 1877 werd de lijn geopend voor personenverkeer. In 1909 werd het gedeelte van de lijn tussen Neuwerk en Mönchengladbach-Speick opgeheven en werd hij bij de aansluiting Eicken op de lijn DB 2522 aangesloten. Tussen 1963 en 1994 is de lijn in fasen gesloten.

## Huidige toestand
Het gedeelte tussen Krefeld en Krefeld-Stahlwerk is in gebruik voor goederenverkeer voor ThyssenKrupp, de rest van de lijn is opgebroken.

## Aansluitingen
In de volgende plaatsen is of was er een aansluiting op de volgende spoorlijnen:
Krefeld Hauptbahnhof
DB 2500, spoorlijn tussen Krefeld Hbf en Krefeld-Linn
DB 2502, spoorlijn tussen Krefeld Hauptbahnhof en Krefeld Süd
DB 2520, spoorlijn tussen Mönchengladbach en Krefeld-Oppum
DB 2610, spoorlijn tussen Keulen en Kranenburg
DB 9258, spoorlijn tussen Krefeld en Moers
Neersen
DB 2511, spoorlijn tussen Neersen en Viersen
DB 2530, spoorlijn tussen Neuss en Neersen
Mönchengladbach-Neuwerk
DB 33, spoorlijn tussen Mönchengladbach-Neuwerk en Mönchengladbach Hauptbahnhof
Aansluiting Eicken
DB 2520, spoorlijn tussen Mönchengladbach en Krefeld-Oppum
DB 2522, spoorlijn tussen Viersen-Helenabrunn en Rheydt Güterbahnhof
Mönchengladbach-Speick
DB 2523, spoorlijn tussen Rheydt Güterbahnhof en Mönchengladbach-Speick